# Светлов, Виктор Петрович
Ви́ктор Петро́вич Светло́в — популярный российский певец, исполнитель цыганских романсов и эстрадных песен, заслуженный артист России (1997).

## Биография
Виктор Светлов родился в 1946 году в Москве в оседлой цыганской семье. Окончил театральную студию при театре «Ромэн». С 1971 года начал сольную певческую карьеру. Затем влился в ансамбль «Чавалэ», с которым неоднократно гастролировал в СССР и за рубежом. Наибольшую популярность в 1970—1980-е годы в исполнении певца приобрели песни «Очарована, околдована», «Дорогой длинною», «Цыганское счастье», «Две гитары», «Нанэ мандэ родо» и другие. Специально для Светлова различными авторами написаны романсы «За дружбу, за любовь», «Твои глаза зелёные», «Изменила мне цыганка» и др.
Всего за свою карьеру Виктор Светлов исполнил свыше 500 песен. В 1995 году вышел в свет дебютный альбом певца «Прощай, мой табор!», включивший в себя 10 наиболее известных и популярных цыганских песен прошлых лет. В том же году выпущено ещё два альбома Виктора Светлова. Всего же за годы работы он выпустил 4 сольных альбома и три сборника цыганских романсов и баллад.
В 1997 певцу присвоено звание «Заслуженный артист России».
В 2006 выпущен сборник лучших песен в исполнении Виктора Светлова к 35-летию творческой деятельности и 60-летию со дня рождения певца.
Проникновенное исполнение артиста оценено любителями цыганского искусства в России и за рубежом. Виктор Светлов — первый исполнитель многих современных цыганских шлягеров, а также специально для него написанных романсов. Певца называют «современным королём цыганской песни».

## Награды и звания
- Заслуженный артист России (1997)

## Дискография

### Альбомы
- «Прощай, мой табор!» (1995)
- «Полюби цыгана» (1995)
- «Романсы цыганской души» (1995)
- «Цыганское счастье» (2007)

### Сборники
- «Русская раздольная — песни народной души» (2005)
- «Романсы — золотые хиты» (2009)
- «Цыганские песни и романсы» (2009)

### Персональные диски
- «За дружбу, за любовь»
- «Звёздная серия. Best of Виктор Светлов — 2000 г.»
- «Имена на все времена. Виктор Светлов»
- «Полюби цыгана»
- «Прощай, мой табор!»
- «Романсы цыганской души»
- «Цыганские шлягеры разных лет»